# Alunu
Alunu je  obec v župě Vâlcea v Rumunsku. Žije zde přibližně 3 700 obyvatel. Součástí obce je i šest okolních vesnic.

## Části obce
- Alunu – 687 obyvatel
- Bodești – 309 obyvatel
- Colțești – 554 obyvatel
- Igoiu – 853 obyvatel
- Ilaciu – 354 obyvatel
- Ocracu – 520 obyvatel
- Roșia – 456 obyvatel